# Villeneuve-la-Comptal
Villeneuve-la-Comptal là một xã của Pháp nằm ở tỉnh Aude trong vùng Occitanie.
Người dân địa phương trong tiếng Pháp gọi là Villenoviens.

## Hành chính
| Danh sách các xã trưởng                |           |             |      |         |
| Giai đoạn                              | Giai đoạn | Tên         | Đảng | Tư cách |
| tháng 3 năm 2001                       |           | Alain Monod |      |         |
| Tất cả các dữ liệu trước đây không rõ. |           |             |      |         |

## Thông tin nhân khẩu
| 1962                                                            | 1968 | 1975 | 1982 | 1990 | 1999 | 2006 |
| --------------------------------------------------------------- | ---- | ---- | ---- | ---- | ---- | ---- |
| 323                                                             | 345  | 603  | 903  | 1053 | 1025 | 1300 |
| Nombre retenu à partir de 1968: Population sans doubles comptes |      |      |      |      |      |      |